# Új Alsó-Inn-völgyi vasútvonal

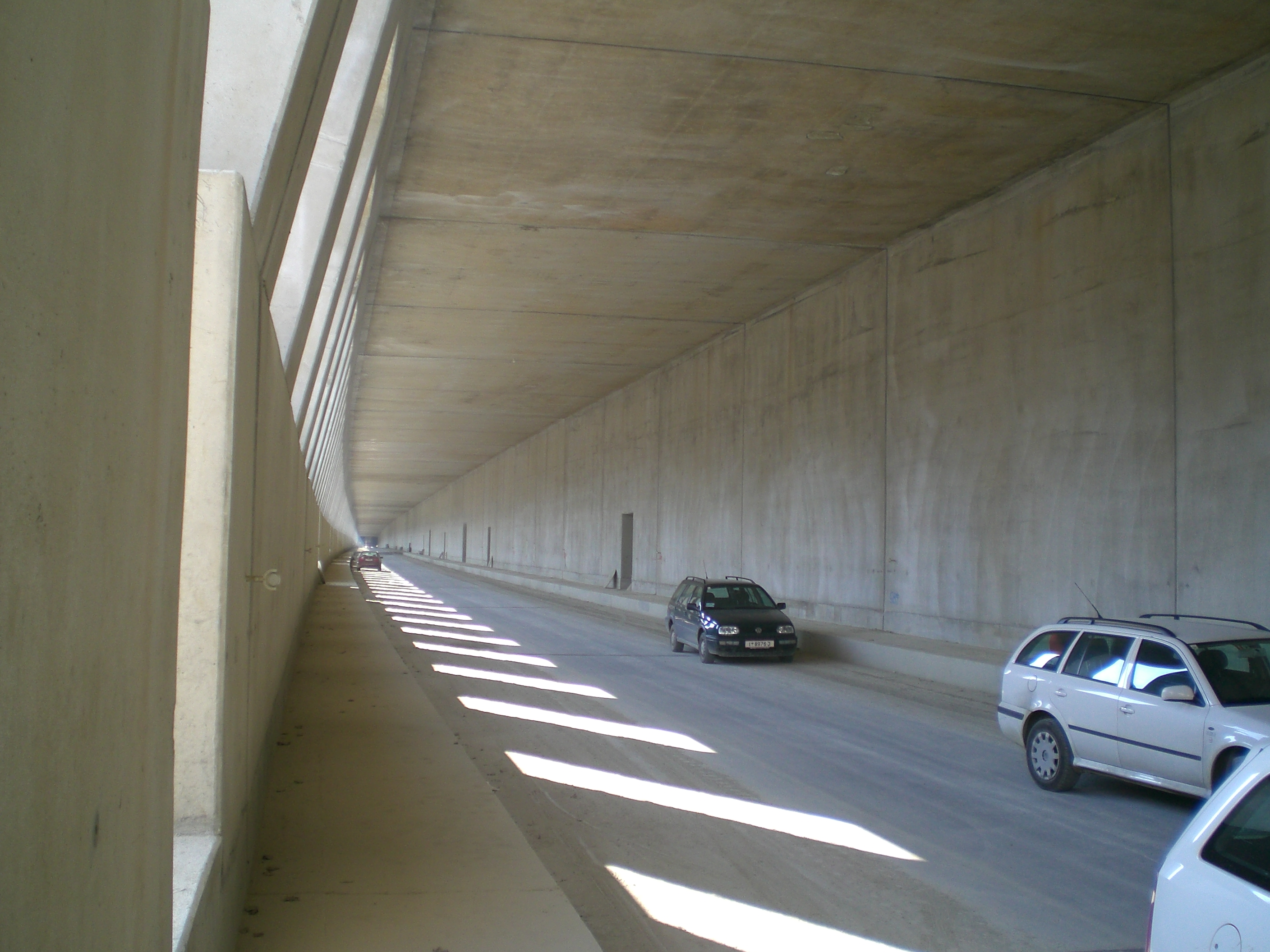
Műtárgy az új vonalon, még sínek nélkül

Az Új Alsó-Inn-völgyi vasútvonal egy részben elkészült, részben még építés alatt álló, 40 km hosszúságú, kétvágányú, 15 kV, 16,7 Hz-cel villamosított nagysebességű vasútvonal Ausztriában. A 40 km-es pályából összesen 32 km alagutakban vagy bevágásokban fut. Ha teljesen elkészül, a már meglévő Alsó-Inn-völgyi vasútvonalat fogja tehermentesíteni. Első szakaszát a 2012-es menetrendváltással helyezték üzembe. Csatlakozik majd az olasz Brenner-vasútvonalhoz, továbbá új kapcsolatot biztosít Németország és Ausztria felé. A vonatok 250 km/h sebességgel haladhatnak rajta.
Az Inn folyó völgyében futó vasútvonal sokkal kevésbé kanyargós, mint a régi vonal és nagyrészt a föld alatt fut, miközben többször is keresztezi a régi vonalat és a névadó Inn folyót.
A vonalon ETCS Level 2 biztosítóberendezés lett telepítve.
A vonal része a transzeurópai vasúthálózatnak.